# ベントレー・ユノディエール

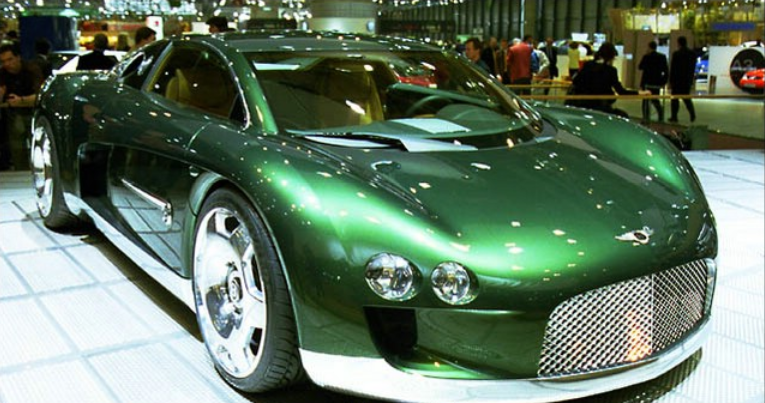
ジュネーブモーターショー、1999年

ユノディエール（Hunaudières ）はイギリスの自動車メーカーであるベントレーが1999年に発表したコンセプトカーである。サロン・アンテルナショナル・ド・ロトで発表された。最高出力465 kW/6,000 rpm、最大トルク760 N·m/4,000 rpmのフォルクスワーゲン製8.0 リットル自然吸気W型16気筒エンジンが搭載され5速マニュアルトランスミッションが組み合わされる。最高速度は350 km/hを達成した。
ユノディエールという名前はサルト・サーキットの有名なストレートの名前からとられている。ベントレー・ブロワーに乗ったヘンリー"ティム"バーキンはメルセデス・ベンツ・SSK（Mercedes-Benz SSK ）に乗ったルドルフ・カラツィオラをユノディエール・ストレートで一輪を草の上に落とした状態で追い抜いた。

このコンセプトは同じVW傘下のブガッティ・18/3シロン、アウディ・ローズマイヤーを経たのち、ブガッティ・ヴェイロンとして結晶した。

## その他の登場
2000年、ベントレー・ユノディエールはビデオゲームの「TOCA ワールド ツーリング カーズ」（en: TOCA World Touring Cars）に隠された車として登場した。